# Константин I (царь Кахетии)
Константин I (груз. კონსტანტინე I; 1567 — 22 октября 1605), или Константин-хан — царь Кахети (март — октябрь 1605), сын кахетинского царя Александра II от первого брака с Тинатин Амилахвари. Из династии Багратионов.

## Биография
Царевич Константин был отправлен своим отцом, кахетинским царём Александром, в качестве заложника ко двору персидского шаха Аббаса Великого. В Персии Константин отрёкся от христианства и принял ислам.
При русском царе Фёдоре Ивановиче, 30 мая 1594 года, к шаху Аббасу был отправлен князь Андрей Дмитриевич Звенигородский. Среди прочего князю Звенигородскому было поручено Борисом Годуновым «похлопотать об освобождении грузинского царевича Константина». Шах соглашался на исполнение этой просьбы в том случае, если сам царевич Константин пожелает покинуть Персию. Князю А. Д. Звенигородскому дозволено было видеть царевича и лично с ним переговорить, но царевич, перешедший в мусульманство и женатый на персиянке, уклонился от свидания с князем Звенигородским и предпочёл остаться в Персии при дворе шаха.

### Цареубийца
Весной 1605 года персидский шах Аббас призвал к себе царевича Константина, дал ему ширванское войско и приказал вернуться на родину и, умертвив своего отца Александра и брата Георгия, завладеть престолом. Цареубийство совершилось 12 марта 1605 года в царском дворце в селения Дзегами. Убиты были также и присутствовавшие дворяне. После гибели отца и брата Константин-хан захватил кахетинский царский престол. 
Константин-хан потребовал, чтобы царица Кетеван, вдова его брата Давида, вышла за него замуж. Однако Кетеван наотрез отказалась вторично выходить замуж. Многие кахетинские мтавары прибыли на помощь царице.
В октябре 1605 году кахетинский царь Константин с войском выступил против сторонников Кетеван, но потерпел поражение и был убит.

## Образ в культуре
- 1983 — мини-сериал «Клятвенная запись» (СССР); в роли Константина — Акакий Хидашели.